# نوكيا 6720 كلاسيك
نوكيا 6720 كلاسيك (بالإنجليزية: Nokia 6720 classic)‏ هو هاتف محمول من نوكيا.

## الخصائص
- الشاشة: إل سي دي 320 × 240
- الوزن: 110 غرام
- الذاكرة: 128 ميجابايت رام